# Mamadou Mbacke
Mamadou Ibra Mbacke Fall (Rufisque, Senegal, 21 de noviembre de 2002), comúnmente conocido como Mbacke, es un futbolista senegalés que juega de defensa en el F. C. Barcelona Atlètic de la Primera Federación.

## Inicios
Mbacke nació en Rufisque, Senegal, y más tarde se trasladó a Orlando, Florida, Estados Unidos, para unirse a la Montverde Academy. Su incorporación fue facilitada por Sport4Charity, una organización dirigida por el exfutbolista internacional senegalés Salif Diao.Este movimiento marcó el inicio de su desarrollo en el fútbol profesional.

## Trayectoria
El 5 de junio de 2021, Mbacke firmó un contrato de dos años con Los Angeles Football Club (LAFC), equipo de la Major League Soccer, dando inicio a su carrera profesional.Pocos días después, el 11 de junio, fue cedido al Las Vegas Lights FC, filial del LAFC en el USL Championship. Esa misma noche hizo su debut como titular en un empate 1-1 contra el San Antonio FC, jugando 79 minutos.El 3 de septiembre de 2021, anotó dos goles en la victoria por 4-0 frente al Sporting Kansas City, consolidándose como una figura destacada en el equipo filial.
El 26 de agosto de 2022, Mbacke fue cedido al Villarreal CF "B", equipo que compite en la Segunda División de España.Durante su etapa en el club español, tuvo la oportunidad de entrenar y jugar en un entorno competitivo europeo, lo que contribuyó significativamente a su desarrollo técnico y táctico.
El 1 de septiembre de 2023, se unió al F. C. Barcelona Atlètic, equipo de la Primera Federación, en calidad de cedido por el LAFC. Su desempeño sobresaliente en el equipo de reserva del Barcelona le valió un contrato permanente el 22 de julio de 2024. El acuerdo, de dos años con opción a extenderse por dos temporadas adicionales, consolidó su trayectoria en el fútbol europeo.

## Selección nacional
Fue convocado para la selección de fútbol sub-17 de Senegal en 2019.

## Estadísticas

### Clubes
Actualizado al último partido disputado el 6 de noviembre de 2024.
| Club                             | Div.          | Temporada     | Liga  | Liga  | Copas nacionales | Copas nacionales | Copas internacionales | Copas internacionales | Total | Total |
| Club                             | Div.          | Temporada     | Part. | Goles | Part.            | Goles            | Part.                 | Goles                 | Part. | Goles |
| -------------------------------- | ------------- | ------------- | ----- | ----- | ---------------- | ---------------- | --------------------- | --------------------- | ----- | ----- |
| Los Angeles F. C. Estados Unidos | 1.ª           | 2021          | 16    | 4     | 0                | 0                | ―                     | ―                     | 16    | 4     |
| Los Angeles F. C. Estados Unidos | 1.ª           | 2022          | 16    | 1     | 3                | 1                | 1                     | 0                     | 20    | 2     |
| Villarreal C. F. · España        | 1.ª           | 2022-23       | 1     | 0     | 1                | 0                | 0                     | 0                     | 2     | 0     |
| Villarreal C. F. · España        | Total club    | Total club    | 1     | 0     | 1                | 0                | 0                     | 0                     | 2     | 0     |
| Villarreal C. F. "B" · España    | 2.ª           | 2022-23       | 25    | 3     | ―                | ―                | ―                     | ―                     | 25    | 3     |
| Villarreal C. F. "B" · España    | Total club    | Total club    | 25    | 3     | 0                | 0                | 0                     | 0                     | 25    | 3     |
| Los Angeles F. C. Estados Unidos | 1.ª           | 2023          | 1     | 0     | 0                | 0                | 2                     | 0                     | 3     | 0     |
| Los Angeles F. C. Estados Unidos | Total club    | Total club    | 33    | 5     | 3                | 1                | 3                     | 0                     | 39    | 6     |
| Los Angeles FC 2 Estados Unidos  | 3.ª           | 2023          | 2     | 0     | ―                | ―                | ―                     | ―                     | 2     | 0     |
| Los Angeles FC 2 Estados Unidos  | Total club    | Total club    | 2     | 0     | 0                | 0                | 0                     | 0                     | 2     | 0     |
| F. C. Barcelona Atlètic · España | 1.ª F         | 2023-24       | 22    | 2     | ―                | ―                | ―                     | ―                     | 22    | 2     |
| F. C. Barcelona Atlètic · España | 1.ª F         | 2024-25       | 3     | 0     | ―                | ―                | ―                     | ―                     | 3     | 0     |
| F. C. Barcelona Atlètic · España | Total club    | Total club    | 25    | 2     | 0                | 0                | 0                     | 0                     | 25    | 2     |
| Total carrera                    | Total carrera | Total carrera | 86    | 10    | 4                | 1                | 3                     | 0                     | 93    | 11    |